# Teatro nazionale del Giappone
Il Teatro nazionale del Giappone (国立劇場?, Kokuritsu Gekijō) è un complesso costituito da tre sale in due edifici a Hayabusa-chō, un quartiere a Chiyoda, Tokyo, Giappone. Il Japan Arts Council, un'istituzione amministrativa indipendente del Ministero dell'istruzione, della cultura, dello sport, della scienza e della tecnologia, gestisce il Teatro nazionale. In primo luogo mette in scena spettacoli di arti performative tradizionali giapponesi.

## Il teatro
L'edificio principale ha due sale. Il grande teatro ospita esibizioni di kabuki e Buyō e spettacoli teatrali. La Piccola Sala è specializzata in bunraku, musica giapponese, produzioni buyō più piccole, gagaku, shōmyō e teatro popolare. In un edificio separato, la Sala Engei mette in scena spettacoli rakugo e manzai.
Ogni anno ad aprile, la cerimonia di premiazione per il Premio Giappone si svolge nel Teatro Nazionale. I partecipanti includono l'Imperatore e l'Imperatrice, il Primo ministro, il Presidente della Camera dei consiglieri e il Presidente della Camera dei rappresentanti.

## Performance
Il concerto di batteria giapponese del 1995, sponsorizzato dal Teatro nazionale, comprendeva artisti come Tokyo Dagekidan.
Nel 2010 è stata eseguita un doppio spettacolo di Iwashi Uri Koi Hikiami e Roben Sugi no Yurai di Yukio Mishima.
Nel mese di febbraio 2019 si sono svolte le celebrazioni del Giubileo d'addio per l'imperatore Akihito.